# Кримський Анатолій Анатолійович
Анато́лій Анато́лійович Кри́мський (7 серпня 1938, Триліси Олександрівський р-н, Київська область, УРСР, нині Олександрівський р-н Кіровоградської області — 13 травня 2016, Триліси) — український поет, прозаїк, лікар, громадський діяч. Племінник українського письменника Андрія Кримського, батько української письменниці Ірини Кримської.

## Життєпис
Народився 7 серпня 1938 р в Трилісах Олександрівського району Кіровоградської області. Закінчив середню школу, а потім — Харківський медичний інститут (1969). Працював лікарем швидкої допомоги у Харкові та Кіровограді (тепер Кропивницькому), головним лікарем дільничних амбулаторій в с. Триліси та с. Цвітне (з 1972).
Був одним із засновників районної організації Народного Руху України. Сприяв розвитку літературного процесу на Кіровоградщині. Мав хороші стосунки з Юрієм Капланом, за сприянням якого створив та очолив Кіровоградську обласну організацію Конгресу літераторів України (2008).
Художній керівник Олександрівського районного літературно-мистецького об'єднання «Крила» (2009—2016). Все життя досліджував життєвий і творчий шлях українського письменника Андрія Кримського — свого дядька, який загинув у роки сталінських репресій.

## Творчість
Поезії і прозу писав з юнацьких літ. Член Національної спілки письменників України (з 1996), Конгресу літераторів України (з 2008) та редколегії газети «Література та життя» (Київ), Міжнародного співтовариства письменницьких спілок, Міжрегіональної спілки письменників України, Кіровоградського обласного літературного об'єднання «Степ» (з 1962).
Автор поетичних збірок «Перша краплина» (1976), «Погляд крізь відстань» (1993), «Вічний водограй» (1993), «Прощення у Господа молю» (разом з І. Кримською, 2012), збірки поезії, прози і драматургії «Недогризки душ» (2000), «Не всі рани гояться» (2002), книг літературних пародій «Поет на груші» (разом з С. Колесниковим, 1995) та «Галопом по хайвеях» (разом з С. Колесниковим, 2011), повісті «Борис — ім'я Християнське» (2004), збірки поезії і прози «Обрубані рамена» (2013).
Автор перекладу з російської на українську мову збірки поезій Віктора Лисенка «Доля» (2002).
Вірші надруковані у посібнику з літератури рідного краю «Із цілющих джерел рідного краю» (1999), вірші та проза в альманасі «Вічна любов» (2010).
Вірші перекладені англійською та російською мовами. Понад 20 віршів, покладених на музику композиторами Кімом Шутенком і Петром Лойтрою, стали піснями.

## Нагороди
- 2015 — Кіровоградська обласна літературна премія імені Євгена Маланюка у номінації «проза»

## Видані твори
- Колесников С. Галопом по хайвеях. / С. Колесников, А. Кримський. — Кіровоград: Лебедія, 2011. — 60 с.
- Кримський А. Вершники. Поема / А. А. Кримський // Олександрівський вісник. — 2007. — 24 лют.
- Кримський А. Вітчизна. Землякам. Йду по кісточки у листі… Осінь. Руки жіночі, як вас назвати? / А. А. Кримський // Із цілющих джерел рідного краю. — Олександрівка, 1999. — С. 8-9.
- Кримський А. До слова прийшлося / А. А. Кримський // Літературна Кіровоградщина. Альманах. — Кіровоград: Центрально-Українське видавництво, 2011. — С.12-18.
- Кримський А. Друзям. Елегія. Звересніло. Ударило в небі «курли»… Лист молодого лікаря. Маю вдачу. Небо в журавлях. Поверніться знов мої світанки… Поезія. Привітай, Господи, Україну (Молитва). Срібла блиск у воді криничний… / А. А. Кримський // Кузик Б. М. Олександрівський меридіан. Люди, події, час / Б. М. Кузик, В. В. Білошапка. — К. : Мистецтво, 2003. — С. 202, 301, 359, 83, 301, 123, 421, 301, 320, 266.
- Кримський А. За законами фізики. SOS. Рогаті роздуми. Творча знахідка. Засторога. Драма Хаяма. Кіровоградський Єсенін. Поетичний старт. Стрибки «наліво». Хто на що здатний / А. А. Кримський // Крила Олександрівщини. — № 4 (4). — 2012. — 11.
- Кримський А. Землякам. Коли трава росою бризка… / А. А. Кримський // Безсмола Т. І. Стежинами рідного краю: [навч. посіб.] / Т. І. Безсмола, Б. М. Кузик. — Д. : АРТ-ПРЕС, 2008. — С. 272—273.
- Кримський А. Іще музичну пісню незабуту… / А. А. Кримський // Літературна Кіровоградщина. Альманах. — Кіровоград: Імекс-ЛТД, 2013. — С. 5-8.
- Кримський А. Коляда / А. А. Кримський // Голос містечка. — № 1 (3). — 2012. — 8 січ.
- Кримський А. Край моїх надій / А. А. Кримський. — Кіровоград: «Код», 2003. — 176 с.
- Кримський А. Літературні пародії. Морок (уривок з роману). / А. А. Кримський. // Літературна Кіровоградщина. Альманах. — Кіровоград: Центрально-Українське видавництво, 2009. — С. 185—188, 128—161.
- Кримський А. Міра часу / А. А. Кримський. // Голос містечка. — № 4 (6). — 2012. — 04.
- Кримський А. Молитва / А. А. Кримський // Крила Олександрівщини.– 2013. — № 2 (7). — 03.
- Кримський А. Не всі рани гояться / А. А. Кримський. — Кіровоград: «КОД», 2002. — 80 с.
- Кримський А. На краю Ойкумени (добірка віршів). На пегаса, панове!/ А. А. Кримський // Літературна Кіровоградщина. Альманах. — Кіровоград: Центрально-Українське видавництво, 2010. — С. 13-21, 176—179.
- Кримський А. Не називайте мовою жаргон / А. А. Кримський // Крила Олександрівщини. — № 2 (2). — 2012. — 09.
- Кримський А. Не називайте мовою жаргон / А. А. Кримський // Літературна Кіровоградщина. — Кіровоград: Імекс-ЛТД, 2012. — С. 4-6.
- Кримський А. Недогризки душ / А. А. Кримський. — Кіровоград: Центрально-Українське видавництво, 2000. — 120 с.
- Кримський А. Обрубані рамена: поезії, проза / Анатолій Анатолійович Кримський; ред. В. В. Білошапка; Упоряд. І. А. Кримська.– Кіровоград: Лисенко В. Ф., 2013.– 355 с. ISBN 978-966-2570-74-8 : 20.00.
- Кримський А. Ось так — хмаринкою легкою… / А. А. Кримський // Літературна Кіровоградщина. — Кіровоград: Центрально-Українське видавництво, 2016. — С. 5-10.
- Кримський А. Охрещення / А. А. Кримський // Крила Олександрівщини. — № 1 (1). — 2012. — 08.
- Кримський А. Перемога / А. А. Кримський // Голос містечка. — № 5 (7). — 2012. — 05.
- Кримський А. Погляд крізь відстань / А. А. Кримський. — Кіровоград: «Вечірня газета», 1993. — 54 с.
- Кримський А. Поезія / А. А. Кримський // Крила Олександрівщини. — № 3 (8). — 2013. — 03.
- Кримський А. Притча про підлоту / А. А. Кримський // Форум. Альманах. Вип. 6. — Дніпропетровськ: Лира, 2012. — С. 307—308.
- Кримський А. Прощення у Господа молю / А. А. Кримський, І. А. Кримська. — Кіровоград: Імекс-ЛТД, 2012. — 92 с.
- Кримський А. Стану небом твоїм / А. А. Кримський // Вічна любов: літ.-мистец. альм. талантів Олександрівщини XX ст. : [поезія, проза, пісні] / упоряд. А. А. Кримський; редкол. : А. А. Кримський, В. В. Білошапка, О. Л. Шпирко. — Кіровоград: Імекс-ЛТД, 2010. — С. 58-118.
- Кримський А. У щедрого вечора — теплі долоні / А. А. Кримський // Крила Олександрівщини. — № 1 (6). — 2013. — 01.
- Кримський А. Уже були і пекло й рай. Я сьогодні поїду в місто… / А. А. Кримський // Вперед. — 2010. — 14.12.
- Кримський А. Україні. Хто сказав, що після сорока… Санкта сенкторум. Погляд урізь відстань. Богданова молитва. Яворове / А. А. Кримський // Світанки над Тясмином. Збірник. — Черкаси: Засвітки, 1995. — С. 4-9.

## Публікації про життя і діяльність
- Анатолій Кримський // Із цілющих джерел рідного краю. — Олександрівка, 1999. — С. 7.
- Анатолій Кримський // 15х15 (Письменники Приінгулля). — Кіровоград: Центрально-Українське видавництво, 1999. — С. 32-35.
- Кримський Анатолій Анатолійович // Вічна любов: літ.-мистец. альм. талантів Олександрівщини XX ст. : [поезія, проза, пісні] / упоряд. А. А. Кримський; редкол. : А. А. Кримський, В. В. Білошапка, О. Л. Шпирко. — Кіровоград: Імекс-ЛТД, 2010. — С. 58.
- Кримський Анатолій Анатолійович // Кузик Б. М. Духовні скарби рідної землі: Історико-краєзнавчі нариси / Б. М. Кузик, В. В. Білошапка. — Д. : АРТ-ПРЕС, 2007. — С. 249.
- Кримський Анатолій Анатолійович // Кузик Б. М. Кіровоградщина: історія та сучасність центру України: В 2 т. / Б. М. Кузик, В. В. Білошапка. — Д. : АРТ-ПРЕС, 2005. — Т. 2. — С. 160.
- Кримський Анатолій Анатолійович // Кузик Б. М. У плині часу. Енциклопедія Олександрівщини/ Б. М. Кузик, В. В. Білошапка. — К. : Мистецтво, 2002. — С. 167.
- Кримський Анатолій Анатолійович // Літературний словник Кіровоградщини / Автор-упрорядник Л. Куценко. — Кіровоград, 1995. — С. 54.
- Купчинська Н. «Прийти до храму може кожен…» / Н. Купчинська // Крила Олександрівщини. — 2013. — № 2 (7). — 03.
- Шнапер В. Доторкніться до щирого слова / В. Л. Шнапер // Голос містечка. — № 6 (8). — 2012. — 06.
- Шпирко О. Рамена триліського вічника / О. Л. Шпирко — Крила Олександрівщини. — 2014. — 09.